# 生モノ (同人)
生モノ（なまモノ）とは、同人誌などにおいて、タレントやスポーツ選手など、実在の人物・生き物（固有名称を持つもの）を題材にしていること、および題材にして制作された作品を指す隠語。特にやおいのジャンルで使われる。ナマモノや、隠語をさらに隠語化したnmmnという表記も行われる。
生きている人間の私生活を題材とするため、本人や関係者、ファンなどの目に触れないようにするなど、取り扱いに注意すべきという意味が込められている。

## 用語
J禁（ジェイきん）
ジャニーズ事務所関係者、もしくはJリーグのチーム関係者へ見せないようにという意味の言葉。芸能人を題材としたやおい同人誌を、本人が出演するラジオ番組に送ったという都市伝説があり、そこからこのような注意書きが行われるようになったと言われる。
P禁（ピーきん）
同人文化を知らない一般の人たち（一般ピープル）へ見せないようにと言う意味で、生モノだけの用語ではないが、生モノで多く使われる。
半生（はんなま、hnnmとも）
実写ドラマ・映画などを題材にしている作品は、登場人物自体は架空であっても、実在の俳優が演じているため、このように俗称されることがある。